# 65535
El número 65535 (sesenta y cinco mil quinientos treinta y cinco) es el entero que sucede al 65534 y antecede al 65536.

## En matemáticas
65535 es el producto de los primeros cuatro primos de Fermat: {\displaystyle 65535=(2+1)(4+1)(16+1)(256+1)}. Debido a esta propiedad, es posible la construcción de un polígono regular de 65535 lados utilizando regla y compás.  Véase polígono construible.
65535 es el décimo quinto número 626-gonal, el quinto 6555-gonal y el tercer 21846-gonal.

## En computación
- 65535 ocurre frecuentemente en el campo de la computación debido a que es {\displaystyle 2^{16}-1} (uno menos de dos a la potencia de 16), el cual es el número más alto que puede ser representado por un sistema binario sin signo de 16-bits. Algunos entornos de programación pueden tener valores constantes pre-definidos representando 65535, con nombres como MAX_UNSIGNED_SHORT.
- En computadoras más antiguas con procesadores que poseen un bus de direcciones de 16-bit (como el MOS 6502 o el Zilog Z80), 65535 (FFFF16) es la locación de memoria direccionable más alta, con 0 (000016) siendo la más baja. Tales procesadores soportan como máximo 64 KiB de memoria byte-direccionable total.
- En protocolos de internet, 65535 es también la cantidad de puertos TCP y UDP disponibles para uso, ya que el puerto 0 está reservado.
- Una clase o interfaz de Java puede tener como máximo 65535 métodos. El código de un constructor en Java está limitado a 65535 bytes.
- El método de JavaScript .charCodeAt() devolverá un número el cual corresponda con el índice del parámetro pasado con un valor máximo posible de 65535.
- En algunas implementaciones de Tiny BASIC, ingresar un comando que divida algún número entre cero devolverá 65535.
- En una versión no parcheada de Microsoft Excel 2007, varias computaciones matemáticas evaluando 65535 se mostrarían incorrectamente. Por ejemplo, =850*77.1 mostraría 100000 en lugar de 65535. Microsoft reportó esto como un simple error de imagen para sólo 6 números de punto flotantes cerca de 65535 y 65536.[1] Estos errores de imagen no ocurren en ediciones de Excel que hayan sido actualizadas a Office 2007 SP 2.
- En Microsoft Word 2011 para Mac, 65535 es el número de línea más alto que puede ser mostrada.